# Vladimir Loukonine
Vladimir Grigorievitch Loukonine (Влади́мир Григо́рьевич Луко́нин), né le 21 janvier 1932 à Léningrad et mort le 10 septembre 1984 dans cette même ville, est un orientaliste et iranologue soviétique et russe éminent. 

## Biographie
Loukonine termine ses études en 1955 au département de philologie iranienne de la faculté orientale de l'université Jdanov de Léningrad. En 1957, il devient collaborateur au musée de l'Ermitage dont il dirige à partir de 1964 le département oriental. C'est en 1961 qu'il défend sa thèse de doctorat de troisième cycle dont le thème est L'Iran au IIIe siècle et au IVe siècle (formation de l'État sassanide et d'un style officiel en art).
En 1972, V. G. Loukonine présente sa thèse de doctorat intitulée L'Iran du début de l'ère médiévale. Questions dans le domaine de l'histoire et de la culture.
Il est l'auteur de plus de soixante-dix travaux, dont dix livres qui ont toujours une place éminente dans le monde de l'iranologie russe et étrangère. Ce sont par exemple L'Iran à l'époque des premiers Sassanides, La Culture de l'Iran sassanide, Histoire de l'Iran antique, L'Iran au IIIe siècle, L'Iran de l'Antiquité et du haut Moyen Âge, qui ont été traduits et surtout son Persia traduit en plusieurs langues étrangères (français, anglais, allemand, espagnol, italien, persan, etc.), etc. Loukonine apparaît comme un historien de l'Iran et un historien de l'art de l'Iran parmi les plus importants du XXe siècle.
Connu à l'étranger, Loukonine est en plus membre-correspondant de l'institut archéologique allemand, membre de plusieurs congrès internationaux et de projets collectifs d'études fondamentales à propos de l'histoire antique et médiévale du Proche-Orient et du Moyen-Orient. Il est l'auteur de Kunst des alten Iran, paru à Leipzig en 1986. Il a découvert des pages importantes de l'histoire et de la culture de l'Iran, changeant parfois certains points de vue, notamment concernant la Renaissance sassanide qu'il limite au Ve siècle.
Il meurt seulement âgé de 53 ans et est inhumé au cimetière Bogoslovskoïe de Saint-Pétersbourg (Léningrad à l'époque). Certains de ses travaux sont traduits en français.

## Quelques œuvres de Loukonine en ligne
- (ru) Хосров II и Анахита. Христианство и маздеизм в раннесредневековой Персии Khosrow II et Anahita. Chrétienté et mazdéisme dans la Perse du début du Moyen-Âge

## Quelques œuvres de Loukonine en français
- Vladimir Loukonine et Anatoli Ivanov, Les Miniatures persanes (traduction du russe en français), éd. Parkstone Press International, New York, 2010
- Vladimir Loukonine, Perse II: des Séleucides aux Sassanides, Genève, 1967
- Vladimir Loukonine, Monnaie d’Ardashir et l’art officiel sassanide, in « Iranica Antiqua » VI, 1967 c, pp. 1-12.